# Blauwbandarassari
De blauwbandarassari (Aulacorhynchus coeruleicinctis) is een vogel uit de familie Ramphastidae (toekans).

## Verspreiding en leefgebied
Deze soort komt voor van centraal Peru tot zuidoostelijk Bolivia.

## Status
De grootte van de populatie is niet gekwantificeerd maar de soort wordt omschreven als niet algemeen voorkomend. Op de Rode lijst van de IUCN heeft deze soort de status niet bedreigd.